# Lleonci d'Arle
Lleonci d'Arle (en llatí: Leontius, en grec antic: Λεόντιος) va ser un bisbe de la ciutat d'Arle (Arelatum) de la meitat del segle v.
Va deixar diverses cartes dirigides al papa Hilari I (461-467). Va presidir un concili a Arle cap a l'any 475 on va condemnar una doctrina que circulava sobre la predestinació. Potser al 474, i amb els bisbes Basili d'Ais, Faust de Riez i Grec de Marsella, va rebre l'encàrrec de l'emperador Juli Nepot de negociar la pau amb els visigots, cedint-los Alvèrnia a canvi que marxessin de la Provença, cosa que va provocar acusacions de traïció per part del bisbe de Clarmont, Sidoni Apol·linar. Sembla que Lleonci va morir l'any 484.